# Tilemsi (Gao)
Pour les articles homonymes, voir Tilemsi.
Tilemsi est une commune du Mali, dans le cercle et la région de Gao.

## Création
La Commune rurale du Tilemsi consacrée par la Loi n°96‑059 du 4 novembre 1996 portant création de Communes en République du Mali est issue de l'éclatement de l'Arrondissement de Djébock dans le Cercle de Gao en deux Communes rurales (Anchawadj et Tilemsi). Son Chef-lieu Tin Aouker est situé dans la vallée fossile du Tilemsi sur la transsaharienne à 70km au Nord de la ville de Gao.
La Commune rurale du Tilemsi est limitée :
- au Nord par la Commune rurale de Tarkint ;
- au Sud par la Commune rurale d’Anchawadj ;
- à l’Est par les Communes rurales d’Anefis (Cercle de Kidal) et d’Alata (Cercle de Ménaka)
- à l’Ouest par les Communes rurales de Soni Ali Ber (Cercle de Gao) et Taboye (Cercle de Bourem).

## Relief
La Commune rurale du Tilemsi dispose d’un relief très modeste composé de grandes étendues de plaines (vallée fossile du Tilemsi) et de quelques plateaux moyens reconnus et appréciés par la qualité de leur tapis herbacé (Azawa).

## Climat
La Commune rurale du Tilemsi connaît un climat de type sahélien caractérisé par l’alternance de deux saisons. Une saison sèche de 10 à 11 mois et une saison pluvieuse de 1à 2 mois avec des précipitations de pluies atteignant rarement les 100 mm d’eau par an. Les températures moyennes annuelles varient dans l’ordre de 30 à 45° c. Les principaux vents sont l’harmattan et la mousson.

## Végétation
Très dégradée dans la vallée du Tilemsi, elle est constituée d’arbustes épineux tandis que par endroits nous notons la présence d’une savane herbeuse.

## Hydrographie
La Commune rurale du Tilemsi possède quelques mares temporaires et oueds servant de zone de repli pour le cheptel pendant la saison sèche autour desquelles se sont installées les communautés.

## Population
La Commune rurale du Tilemsi compte une population de 16.411 habitants à dominante Chamanamass[réf. nécessaire] sur la base de recensement administratif à caractère fiscal réalisé par la commune en mars 2004.

## Ethnies
Population blanche et noire à la fois majoritairement composée des Touareget des Arabes.

## Religion
La religion dominante est l’Islam.

## Mouvements migratoires
Les principaux flux migratoires sont dirigés vers les Communes voisines d’Anchawadj et de Gao, le Niger, l’Algérie et la Libye.

## Zonage pastoral et agroécologique
La Commune rurale du Tilemsi compte 07 secteurs pastoraux et agroécologiques de développement:
- Agharous (Agharous - Tin Adhidj - Fèsenfès - Inhouchawène). Le site d'Agharous (toponyme Touareg signifiant puits ou puisards profonds) est une zone habitée par des populations autochtones majoritairement Touareg du Cercle de Gao ayant creusé des puisards traditionnels dans sa partie Est correspondant au ressort territorial et administratif du Cercle de Gao depuis l'époque coloniale française ;
- Azerzi (Amasrakad - Tadakamat - Tawardé) ;
- Alata (Ernadjef - Tin Alher - Tidjalalène) ;
- Tilemsi (Tin Aouker- Intaghat - Ardjabech - Tinersane) ;
- Inabarem (Tin Adjhanan - Intamat) ;
- Intesimt (Inadalab - Ifardane - Talhaninit) ;
- Assalwa (Ebaghaw- Tin Afer - Tidjerwène - Ifalawlawène)

## Élevage
Première activité portant sur les bovins, les ovins, les caprins, les asins, camelins, elle est à l’instar des autres tributaire du manque d’équipements, d’organisation et de formation des producteurs.

## Agriculture
Elle porte sur la culture du sorgho de décrue et le niébé. À cette agriculture s’ajoute le maraîchage pratiqué dans certains sites.

## Commerce
La Commune dispose de plusieurs foires hebdomadaires à Tin Aouker, Tidjerwène et Amasrakad où sont vendus des céréales, du bétail, des tissus et autres produits (thé, sucre, tabac). Les principales zones d’approvisionnement sont Gao et le Sud algérien.

## Cueillette
Elle est moins importante par rapport aux autres activités car le Tilemsi dispose de moins de graminées et d’acacias, source de cueillette.

## Artisanat
Il porte sur Les produits de maroquinerie (sacs, chaussures, oreillers, pochettes…) et les produits de la forge (couteaux, houes, dabas, pioches, râteaux, binettes, haches….)

## Éducation
La Commune rurale du Tilemsi dispose de 13 Écoles primaires et un Second Cycle au Chef-lieu. Toutes ces Écoles ont été construites avec l’avènement de la Décentralisation et rencontrent des problèmes d’équipements et d’Enseignants.

## Santé humaine
Malgré son étendue la Commune ne compte qu’un seul Centre de Santé Communautaire situé au chef-lieu (Tin Aouker). Ce Centre de Santé de par sa position géographique ne répond pas à toutes les demandes des populations. Les autres sites sont obligés d’amener leurs malades dans les centres de santé des communes voisines.

## Santé animale
La Commune ne compte qu’un seul parc de vaccination situé à Tin Aouker. Sa mauvaise position géographique par rapport aux pâturages amène les éleveurs à vacciner leurs animaux dans les communes voisines avec tous les problèmes que cela pose.La zone ne dispose d’aucun dépôt vétérinaire. L’approvisionnement en vaccins ou produits vétérinaires se fait à partir de la ville de Gao.

## Aménagements hydro agricoles et hydrauliques
La Commune de par sa vocation pastorale ne dispose d’aucun aménagement hydro agricole. L’agriculture est de type de subsistance et pratiquée par une minorité de la population.
S’agissant des aménagements hydrauliques la Commune compte une vingtaine de puits pastoraux, une dizaine de forages équipés en pompe India ou Duba et deux pompes solaires.
Ces forages et puits inégalement répartis ne couvrent pas les besoins en eau des populations et du cheptel. Ils connaissent des problèmes d’entretien ou de maintenance de leurs équipements.

## Infrastructures marchandes
Le marché de Tin Aouker a bénéficié de 4 hangars construits par l’ONG Tassaght et le Projet d’Appui au Développement Local et a besoin d’autres aménagements comme les boutiques, les hangars supplémentaires et les magasins de stockage.

## Banques de Céréales
C’est la Commune la moins fournie en magasins et banques de céréales. Les quelques magasins qui existent inégalement répartis n’arrivent pas à satisfaire la demande des populations. Ces magasins pour la plupart sont victimes de la mauvaise gestion, du manque d’encadrement et de la mauvaise organisation des bénéficiaires.

## Système financier décentralisé
La Commune n’a jamais possédé de système financier décentralisé (SFD). Tous les prêts en direction des populations sont pris à partir d’une banque à Gao (BNDA) situé 70 km du chef-lieu. Ces prêts se font avec des intérêts exorbitants créant plus de problèmes que de solutions.

## Contraintes principales
- Faiblesse et insuffisance des productions agricoles ;
- Insuffisance des pâturages ;
- Perte importante du cheptel due aux épizooties ;
- Faiblesse des revenus des populations ;
- Enclavement et éloignement de certains secteurs faute de routes et pistes rurales ;
- Insécurité alimentaire

## Découpage administratif
Tin Aouker est devenu Arrondissement du même nom du Cercle de Gao suivant la Loi N°2012-018 du 2 mars 2012 portant création des Cercles et Arrondissements des Régions de Tombouctou, Taoudenit, Gao, Ménaka et Kidal, adoptée par l'Assemblée Nationale du Mali en sa séance du 31 janvier 2012.

## Redécoupage administratif
L'érection de l'Arrondissement de Tin Aouker en Cercle du Tilemsi de la Région de Gao avec 02 Arrondissements est une demande démocratique de ses populations :
- Arrondissement de Tin Aouker, Chef- lieu Tin Aouker avec 02 Communes rurales à savoir Tilemsi et Fèsenfès ;
- Arrondissement d’Azerzi, Chef-lieu Amasrakad avec 02 Communes rurales à savoir Amasrakad et Tinadhidj ;

## Opportunités
La réforme administrative et l’approfondissement de la décentralisation offrent la meilleure opportunité pour ériger l'Arrondissement de Tin Aouker en Cercle du Tilemsi au regard de tous les atouts qui ne demandent qu’à être valorisés et capitalisés au seul service de la paix, de la sécurité, de la démocratie et du développement de notre pays ;
La création récente de la Région de Ménaka et du Cercle d’Almoustarat suivant la Loi N° 2012-17 du 2 mars 2012 portant création des circonscriptions administratives en République du Mali, faisant tous deux
frontières
communes avec le territoire de la Commune du Tilemsi offre pour les mêmes raisons une opportunité salutaire de créer le Cercle du Tilemsi pour assure ainsi une meilleure administration et gestion des questions de paix, de sécurité et de développement d’une part mais aussi pour renforcer le rôle et la place de zone tampon et de stabilisation du Tilemsi entre les trois Régions de Gao, Ménaka et Kidal.

## Enjeux
Notre pays fait aujourd’hui face à des enjeux majeurs : Combattre la pauvreté, lutter contre l’insécurité, parachever la Décentralisation et approfondir la Démocratie. L’érection de l'Arrondissement de Tin Aouker en Cercle du Tilemsi prend en compte tous ces enjeux et procède de la volonté politique du Gouvernement malien d’associer les populations et les collectivités à la gestion du pouvoir en rapprochant l’Administration de ses usagers :
L’érection de l'Arrondissement de Tin Aouker en Cercle du Tilemsi sera une contribution de qualité parce qu’elle permet non seulement de conforter le rôle important déjà mené par les populations et les élus dans la lutte contre l’insécurité, mais aussi de créer les conditions de son approfondissement et de sa consolidation.
Cette érection permettra aussi un approfondissement de la Décentralisation et de la Démocratie en favorisant la promotion des équilibres sociaux et politiques tant au niveau local qu’au niveau régional.

## Personnalités traditionnelles
- Mohamed Ahmed Al Asal, Chef coutumier de la Tribu Chamanamass et arrière Grand père de Zeidan Ag Sidalamine, le porte parole du Pacte National du 11 avril 1992 et signataire des Accords de Bourem du 11 janvier 1995 ;
- Kiyou dit Ayyad Ag Mohamed Ahmed, Chef de Tribu Chamanamass, Médaillé d’Or de l’Indépendance (Médaille d'or N°197) suivant Décret N°107/PR du 21 septembre 1966, père de l'ancien Maire de la Commune rurale du Tilemsi Almoumine Ag Kiyou, et grand père de l’actuel Maire Abdi Ag Mohamed Ibrahim Ag Kiyou

## Décorations
Le lundi 14 mars 2011, Almoumine Ag Kiyou, Chef de Tribu Chamanamass et Maire de la Commune rurale du Tilemsi (Cercle de Gao) a été décoré dans le cadre de la cérémonie de décoration des travailleurs du Ministère de l’Administration Territoriale et des Collectivités Locales (MATCL), ainsi que d’autres citoyens maliens qui a eu lieu dans la salle de réunion dudit Département sous la présidence du Général Kafougouna KONE, Ministre de l’Administration Territoriale et des Collectivités Locales, en présence du Grand Chancelier des Ordres Nationaux.

## Intercommunalité à dimension agropastorale
La Commune rurale du Tilemsi et l'Arrondissement de Tin Aouker entretiennent des liens sociaux et traditionnels fondés sur des complémentarités culturelles et agropastorales avec les 13 villages de la Commune rurale de Soni Ali Ber du Cercle de Gao (Zindiga, Berrah, Seyna, Batal, Magnadoué, Kokorom, Kochakarey, Forgho Arma, Forgho Songhoy, Hamakouladji, Mbaldé, Kareybandia, Bagnadji) ainsi qu'avec les villages et groupes ethnoculturels de la Commune rurale de Taboye et du Cercle de Bourem.

## Intercommunalité à dimension pastorale
La Commune rurale du Tilemsi et l'Arrondissement de Tin Aouker partagent l'élevage comme activité principale et de production des richesses avec les Communes rurales voisines à vocation pastorale de Tarkint (Cercle de Bourem), d'Anefis (Cercle de Kidal), d'Alata (Cercle de Ménaka) et d'Anchawadj (Cercle de Gao).